# La Guindalera
Guindalera (más conocido como La Guindalera) es un barrio de Madrid perteneciente al distrito de Salamanca. Se encuentra delimitado por la avenida de América, las calles de Francisco Silvela y Alcalá y por la autovía M-30.

## Historia
Empezó a poblarse a mediados del siglo xix como barrio satélite del ensanche del «Plan Castro», con asentamientos hortelanos que aprovecharon la conducción del ‘canalillo’ (acequia del Este, del sobrante del Canal de Isabel II). Más tarde creció con la creación del llamado Madrid Moderno, y de la Ciudad Lineal de Arturo Soria. Se encuentran en los límites de su perímetro el parque de Breogán, junto a la M-30, y el parque Eva Duarte en Manuel Becerra. La etimología del barrio puede provenir de un popular huerto de guindos regado por el arroyo Abroñigal que pasaba por las cercanías. El barrio tuvo una de las primeras líneas de tranvías madrileños.

## Transportes
Cercanías Madrid
A pesar de su gran tamaño, La Guindalera no dispone de servicio de Cercanías. Las estaciones más cercanas son Nuevos Ministerios (C-2, C-3, C-4, C-7, C-8 y C-10, distrito de Chamartín) y Méndez Álvaro (C-5 y C-10, distrito de Arganzuela) a las que se puede llegar mediante la línea 6 de metro, y Recoletos (C-2, C-7, C-8 y C-10, barrio de Recoletos) a la que se puede llegar mediante la línea 4.
Metro de Madrid
El barrio está servido por las líneas 2, 4, 5, 6, 7 y 9 de metro.
- La línea 2 da servicio al sur del barrio con las estaciones de Manuel Becerra y Ventas.
- La línea 4 da servicio al eje de Francisco Silvela parando en Diego de León y Avenida de América.
- La línea 5 atraviesa el barrio por el sur, parando en Diego de León y Ventas.
- La línea 6 es paralela a la 4, recorriendo también Avenida de América y Diego de León, y parando aparte en Manuel Becerra.
- La línea 7 da servicio al norte y este del barrio con las estaciones Avenida de América, Cartagena y Parque de las Avenidas.
- La línea 9 da servicio únicamente al extremo noroccidental del barrio con la estación Avenida de América.

Autobuses
Un amplio número de líneas de autobús lo recorren:
| Línea | Terminales                                 |
| ----- | ------------------------------------------ |
| 1     | Cristo Rey – Prosperidad                   |
| 2     | Manuel Becerra – Reina Victoria            |
| 12    | Cristo Rey – Pº Marqués de Zafra           |
| 21    | Pº Pintor Rosales – Bº El Salvador         |
| 26    | Tirso de Molina – Diego de León            |
| 38    | Manuel Becerra – Las Rosas                 |
| 43    | Felipe II – Estrecho                       |
| 48    | Manuel Becerra – Bº Canillejas             |
| 53    | Sol/Sevilla – Arturo Soria                 |
| 56    | Diego de León – Puente de Vallecas         |
| 61    | Moncloa – Narváez                          |
| 71    | Manuel Becerra – Puerta de Arganda         |
| 72    | Diego de León – Hortaleza                  |
| 73    | Diego de León – Feria de Madrid            |
| 74    | Pº Pintor Rosales – Parque de las Avenidas |
| 106   | Manuel Becerra – Vicálvaro                 |
| 110   | Manuel Becerra – Cementerio de la Almudena |
| 114   | Avda. América – Barrio del Aeropuerto      |
| 115   | Avda. América – Barajas                    |
| 122   | Avda. América – Feria de Madrid            |
| 143   | Manuel Becerra – Villa de Vallecas         |
| 146   | Callao – Los Molinos                       |
| 156   | Manuel Becerra – Legazpi                   |
| 200   | Avda. América – Aeropuerto                 |
| 210   | Diego de León – La Elipa                   |
| C1    | Circular 1                                 |
| C2    | Circular 2                                 |
| N3    | Cibeles – Feria de Madrid                  |
| N4    | Cibeles – Barajas                          |
| N5    | Cibeles – Colonia Fin de Semana            |
| N7    | Cibeles – Valderrivas                      |
| NC1   | Circular 1                                 |
| NC2   | Circular 2                                 |
| E5    | Manuel Becerra - El Cañaveral              |